# Vadonia insidiosa
Vadonia insidiosa là một loài bọ cánh cứng trong họ Cerambycidae.